# Mathematical Models and Methods in Applied Sciences
Mathematical Models and Methods in Applied Sciences is een internationaal, aan collegiale toetsing onderworpen wetenschappelijk tijdschrift op het gebied van de toegepaste wiskunde.
De naam wordt in literatuurverwijzingen meestal afgekort tot Math. Model. Meth. Appl. Sci.
Het wordt uitgegeven door World Scientific en verschijnt maandelijks.
Het eerste nummer verscheen in 1991.